# Cryptocarya concinna
Cryptocarya concinna Hance – gatunek rośliny z rodziny wawrzynowatych (Lauraceae Juss.). Występuje naturalnie w północnym Wietnamie oraz południowo-wschodnich Chinach (w prowincjach Guangdong, Kuejczou i Jiangxi, a także w regionie autonomicznym Kuangsi) oraz na Tajwanie. 

## Morfologia
PokrójZimozielone drzewo dorastające do 18 m wysokości. Kora ma brązową barwę. Gałęzie są mocne, mniej lub bardziej szorstkie, nagie, lecz młode pędy są bardzo owłosione.
LiścieNaprzemianległe. Mają eliptycznie podłużny kształt. Mierzą 5–10 cm długości oraz 2–3 cm szerokości. Nasada liścia jest klinowa. Blaszka liściowa jest o tępym lub krótko spiczastym wierzchołku. Ogonek liściowy jest owłosiony, ma brązowożółtawą barwę i dorasta do 4–10 mm długości.
KwiatySą zebrane w silnie rozgałęzione wiechy o owłosionych osiach, rozwijają się w kątach pędów lub na ich szczytach. Kwiatostan osiąga 4–8 cm długości, natomiast pojedyncze kwiaty mierzą 3,5–5 mm średnicy. Okwiat ma dzwonkowaty kształt, jego listki są owłosione i mają żółtawą barwę. Mają 9 pręcików i 3 prątniczki o strzałkowatym kształcie. Podsadki są małe i mają trójkątny kształt.
OwoceMają elipsoidalny kształt, osiągają 1,5–2 cm długości i 0,8 cm szerokości, mają zielonoczarniawy kolor, przebarwiając się na czarno.

## Biologia i ekologia
Rośnie w wiecznie zielonych lasach. Kwitnie od marca do maja, natomiast owoce dojrzewają od czerwca do grudnia. 

## Zastosowanie
Drewno tego gatunku jest ciężkie, twarde i drobnoziarniste – jest stosowane w ebenistyce i budownictwie.